# Kiên Đài
Kiên Đài là một xã thuộc tỉnh Tuyên Quang, Việt Nam.
Xã có diện tích 75,4 km², dân số năm 1999 là 2828 người, mật độ dân số đạt 38 người/km².